# Lưu A
Lưu A (giản thể: 刘阿; phồn thể: 劉阿; bính âm: Liu A; ? - 228?), là tướng lĩnh Đông Ngô thời Tam Quốc trong lịch sử Trung Quốc.

## Cuộc đời
Không rõ quê quán, hành trạng ban đầu của Lưu A. Năm 221, Hán Chiêu Liệt đế cất quân báo thù cho Quan Vũ. Tháng 7 cùng năm, Tôn Quyền cử Lục Nghị, Lý Dị, Lưu A đóng giữ hai thành Vu và Tỉ Quy. Tướng tiên phong của Quý Hán là Ngô Ban, Phùng Tập đánh đuổi quân Ngô ở Vu Thành, mở đường cho đại quân đóng giữ Tỉ Quy.
Năm 222, Lục Nghị được phong Đại đô đốc, giả tiết, thống lĩnh các tướng Chu Nhiên, Phan Chương, Tống Khiêm, Hàn Đương, Từ Thịnh, Tiên Vu Đan, Tôn Hoàn,... đánh bại quân Hán ở Di Lăng, sai tướng quân Lý Dị, Lưu A truy kích, đóng đồn ở Nam Sơn.
Năm 228, Tào Duệ đăng cơ, phải Trương Cáp đánh Ngô lập uy. Trương Cáp công kích Kinh Châu, cùng Tư Mã Ý truy kích quân Lưu A đến tận Kỳ Khẩu. Lưu A cùng đường phải giao chiến, quân Ngô đại bại.
Không còn ghi chép gì về Lưu A sau đó.

## Trong văn hóa
Lưu A không xuất hiện trong tiểu thuyết Tam quốc diễn nghĩa của La Quán Trung.